# Deserto
     Deserto Caldo
     Steppa (latitudini temperate) - Savana (latitudini tropicali)
     Tundra
     Deserto Freddo

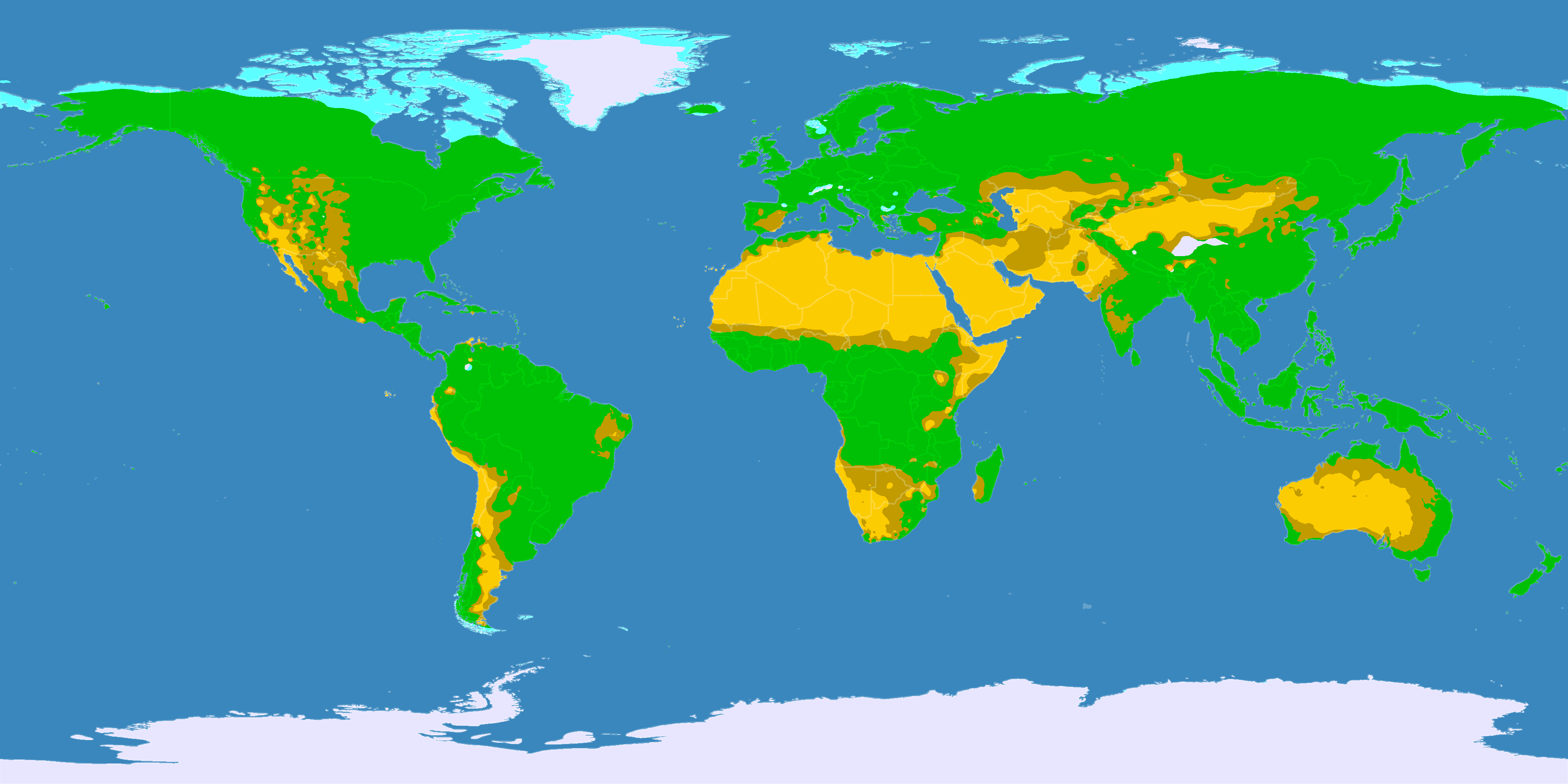
Distribuzione dei deserti
Deserto Caldo
Steppa (latitudini temperate) - Savana (latitudini tropicali)
Tundra
Deserto Freddo

In geografia, il deserto è definito come un'area della superficie terrestre, quasi o del tutto disabitata, di alta pressione atmosferica da cui le masse d'aria si allontanano sospinte dai venti nella quale le precipitazioni difficilmente superano i 50 millimetri l'anno e il terreno è prevalentemente arido, con scarsa o nulla vegetazione.
Deserto è definito un luogo dove non c'è acqua dolce in superficie.
In base a questa definizione, vanno annoverate nei deserti anche le Regioni polari, oltre alle più familiari zone aride che si incontrano alle medie e basse latitudini. Sotto il profilo geomorfologico il deserto può comprendere montagne, altopiani o pianure ruvidi e aspri, occupando a volte bacini contornati da montagne. La superficie può essere rocciosa, ghiaiosa o sabbiosa: i paesaggi caratteristici con le dune e la sabbia spazzata dal vento sono solo uno dei tanti aspetti con cui può presentarsi un deserto.

## Significato della parola Deserto

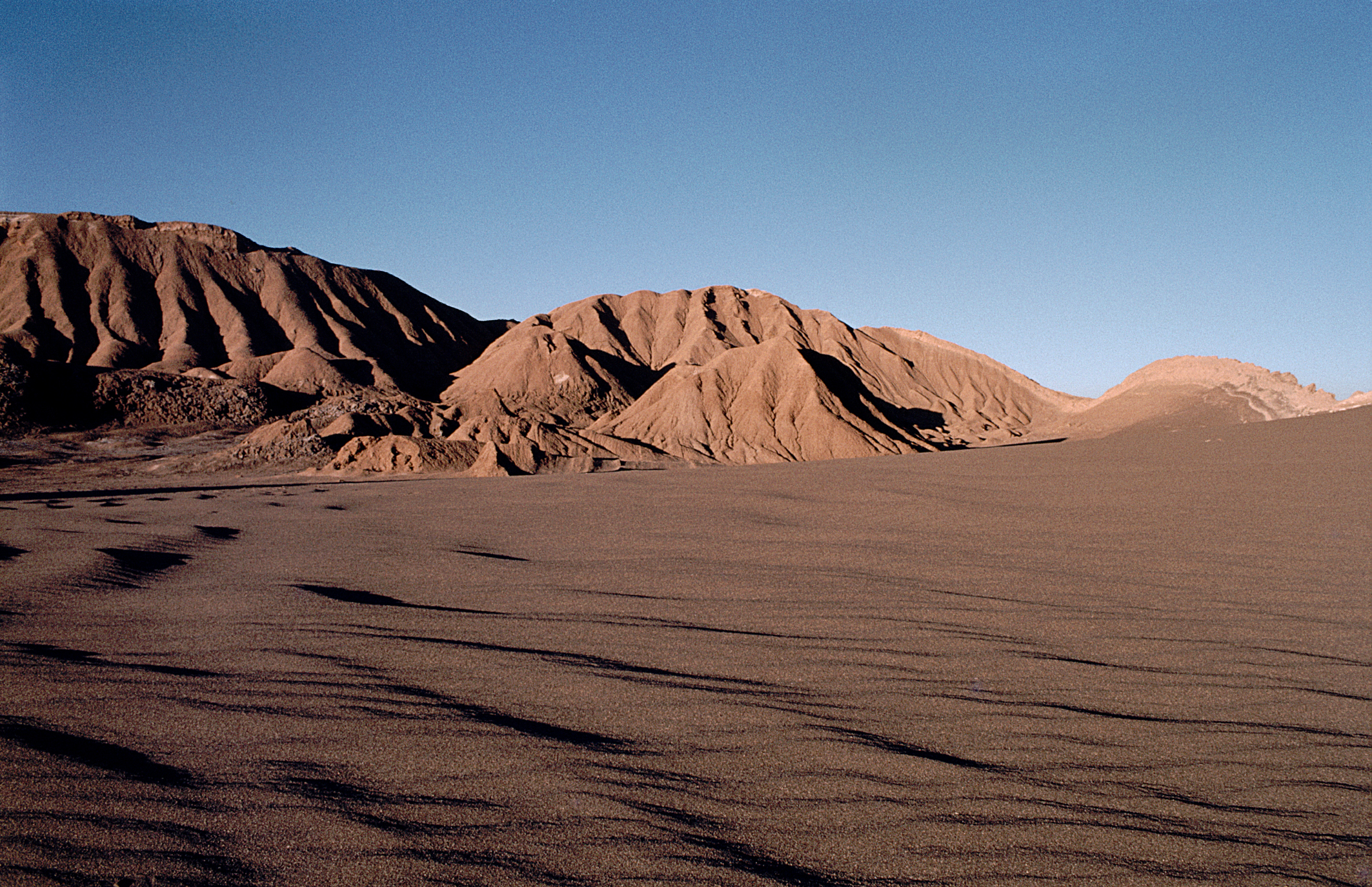
Deserto di Atacama

La parola deserto non è solo un sostantivo, ma anche un aggettivo col significato di "solo, abbandonato". Il latino desertum deriva dal verbo deserere che significa abbandonare. Deserere, a sua volta, è composto da de, con valore negativo, e serere (legare) quindi non più legato.
La parola deserto potrebbe derivare anche dal nome del dio egizio della distruzione, aridità e dei deserti Seth (in lingua egizia si usava il termine Desher per identificare il deserto e analogamente si usava la parola Desheret per identificare il colore rosso), a rappresentare l'inospitalità che tale luogo dava.

## Descrizione, estensione e posizionamento
Un deserto è un ecosistema che riceve pochissima pioggia e di solito si pensa che possegga poca vita, ma questo dipende dal tipo di deserto; in molti la vita è abbondante, la vegetazione si è adattata al basso tasso di umidità e la fauna solitamente si nasconde durante il giorno, il che significa che un deserto è un ecosistema solitamente arido (la sua più grande caratteristica) e che quindi rende difficoltoso, se non talvolta impossibile, l'instaurazione permanente di gruppi sociali.
I deserti costituiscono una delle aree emerse più grandi del pianeta: la loro superficie totale è di 50 milioni di chilometri quadrati, circa un decimo della superficie della Terra. Rappresenta il 30% delle terre emerse (il 16% è costituito da deserti caldi, il 14% da deserti freddi).
Gran parte dei deserti del mondo si trovano in zone caratterizzate da alta pressione costante (cfr.: anticiclone), cioè una condizione che non favorisce la pioggia.
Tra i deserti di queste aree vi sono: il deserto del Sahara (il più grande deserto caldo del pianeta Terra), il Kalahari, e il deserto del Namib nell'Africa meridionale; il Gran Deserto Sabbioso, in Australia, il deserto del Gobi (o Chamō), il Karakum, il deserto di Taklamakan in Cina, il Rub' al-Khali in Arabia, il deserto del Negev, il deserto del Mojave e il deserto di Atacama nelle Americhe, solo per citarne alcuni dei più vasti.
Gran parte dei deserti sono localizzati all'interno dei continenti, vale a dire distanti dal mare: come ad esempio, il deserto del Gobi e altri deserti dell'Asia centrale, che difficilmente vengono raggiunti dai venti umidi dagli oceani.
I deserti lungo le coste occidentali dell'Africa australe e del Sud America sono influenzati dalla presenza di correnti oceaniche fredde che causano deumidificazione nell'atmosfera, nonché da venti che soffiano dalla terraferma verso il mare.

### Tipologia

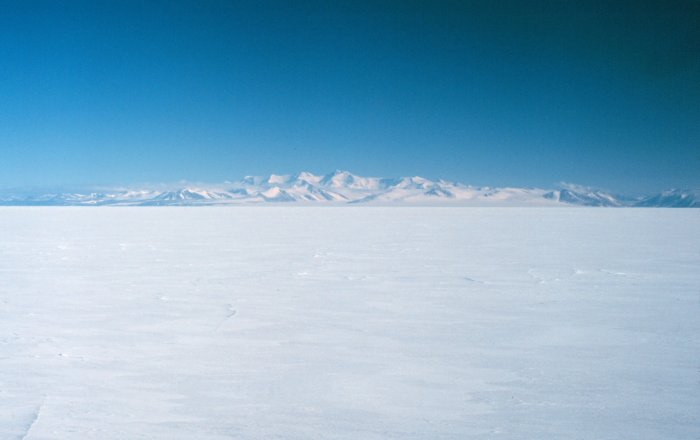
Mare di Ross, Antartide

L'unico bioma nel quale la pioggia può mancare per anni è il deserto. 
Se ne possono distinguere quattro tipi principali: deserti semiaridi-freddi, deserti subtropicali, deserti costieri e deserti polari (le zone ricoperte di ghiaccio dell'Artide e dell'Antartide).

#### Deserto caldo
Il deserto caldo è un deserto dove il clima è costantemente caldo. Può essere roccioso dove il suolo è costituito da pietre o ciottoli chiamati con la parola araba di hammada; può essere anche ghiaioso, chiamato serir, oppure sabbioso a dune, chiamato erg, presenti nelle regioni tropicali, caratterizzate da accentuata aridità, vegetazione ridotta o assente, mancanza di corsi d'acqua perenni, tendenza alla siccità; il clima a cui si associa tale ambiente è il clima desertico caldo (secondo la classificazione dei climi di Köppen).

#### Deserto freddo
Il deserto freddo (chiamato anche, un po' impropriamente, "deserto temperato") si trova nelle regioni temperate più continentali, caratterizzate da fortissima aridità e da notevolissime escursioni termiche annue di temperatura, con estati caldissime e inverni freddissimi; il clima a cui si associa tale ambiente è il clima desertico freddo (secondo la classificazione dei climi di Köppen).

#### Deserto polare
Il deserto polare (deserto bianco) è caratteristico delle regioni settentrionali e meridionali a margine dei continenti boreali e australi (Groenlandia, Artide e Antartide), caratterizzate da freddo intenso e perenni distese di neve e ghiaccio; il clima a cui si associa tale ambiente è il clima glaciale (secondo la classificazione dei climi di Köppen).

## Caratteristiche

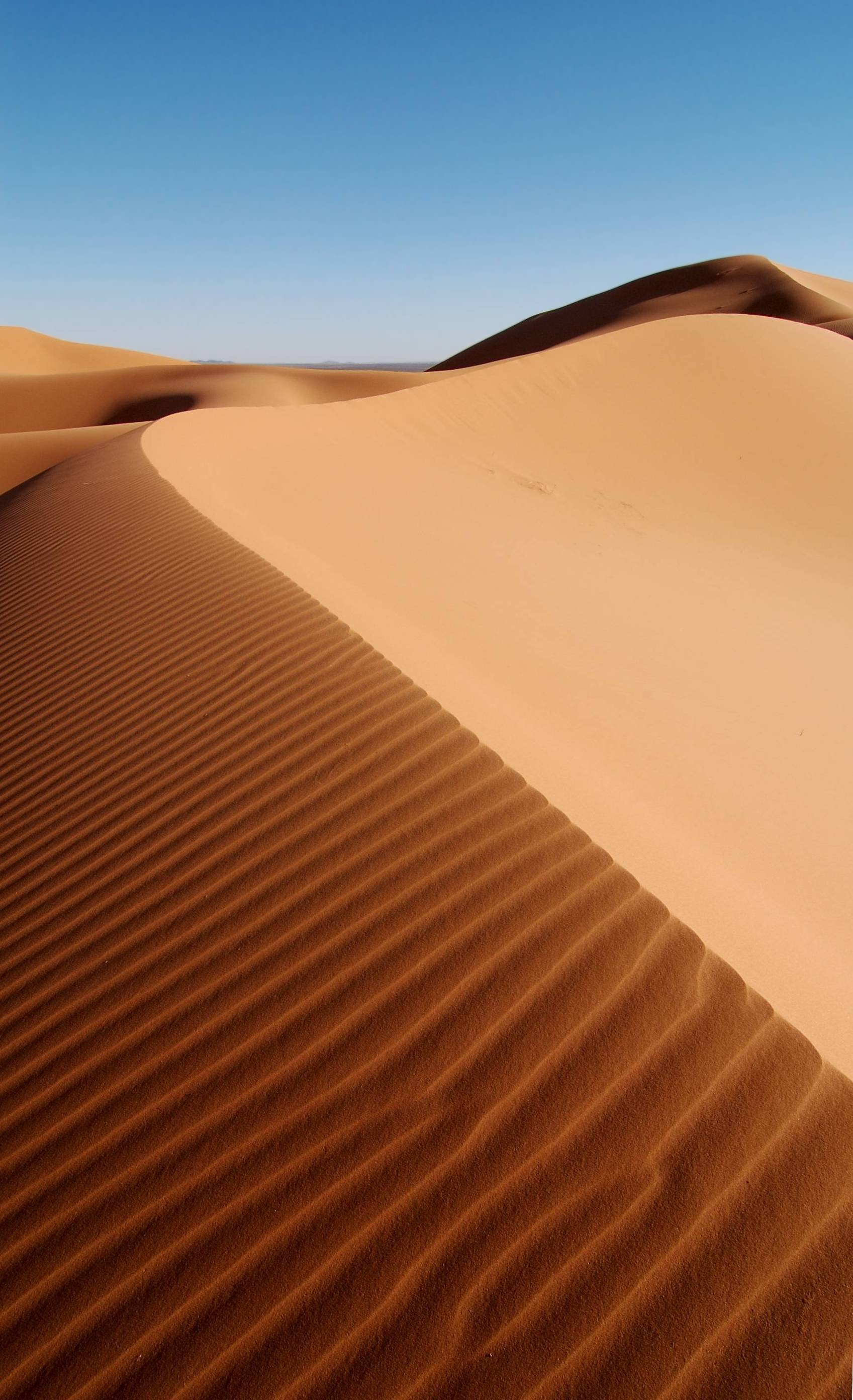
Deserto in Sahara Occidentale

I paesaggi desertici possiedono alcune caratteristiche comuni.

### Caratteristiche dei deserti
I deserti per via delle loro condizioni climatiche possono essere classificati come
- deserti caldi sono spesso composti per la stragrande maggioranza da sabbia, che per l'azione del vento dà luogo alle caratteristiche dune. Anche affioramenti di strutture rocciose sono abbastanza comuni e la vegetazione è molto scarsa.
- deserti freddi sono spesso composti da rocce.
- deserti polari sono invece composti soprattutto da ghiaccio e l'assenza di vegetazione è quasi totale.

Deserti caldi e freddi sono accomunati comunque da un fattore preponderante: il vento.
Non è raro che i deserti possano contenere depositi di minerali preziosi formatisi in un ambiente arido, o esposti successivamente a causa dell'erosione dell'ambiente circostante. A causa della siccità, taluni deserti possono essere ideali per la conservazione di manufatti o fossili.

### Tipi di deserto
La maggior parte delle classificazioni si basano su alcune combinazioni del numero di giorni, di pioggia, il totale della quantità annuale di pioggia, temperatura, umidità o altri fattori.
Nel 2010 Peveril Meigs divise il deserto in tre categorie secondo la quantità di precipitazioni che riceve:
- Terreno estremamente arido: può mancare anche per 12 mesi consecutivi la pioggia
- Paesaggio arido: meno di 250 mm per anno di piovosità
- Paesaggio semiarido: media annuale di precipitazioni tra 250 e 500 mm.

I deserti interni vengono suddivisi in:
- hammada
- erg
- serir o reg

I paesaggi aridi e estremamente aridi sono deserti e le praterie semiaride sono da riferimento alle steppe.
Phoenix, Arizona riceve meno di 250 mm di precipitazioni all'anno ed è riconosciuta come una città a clima desertico.

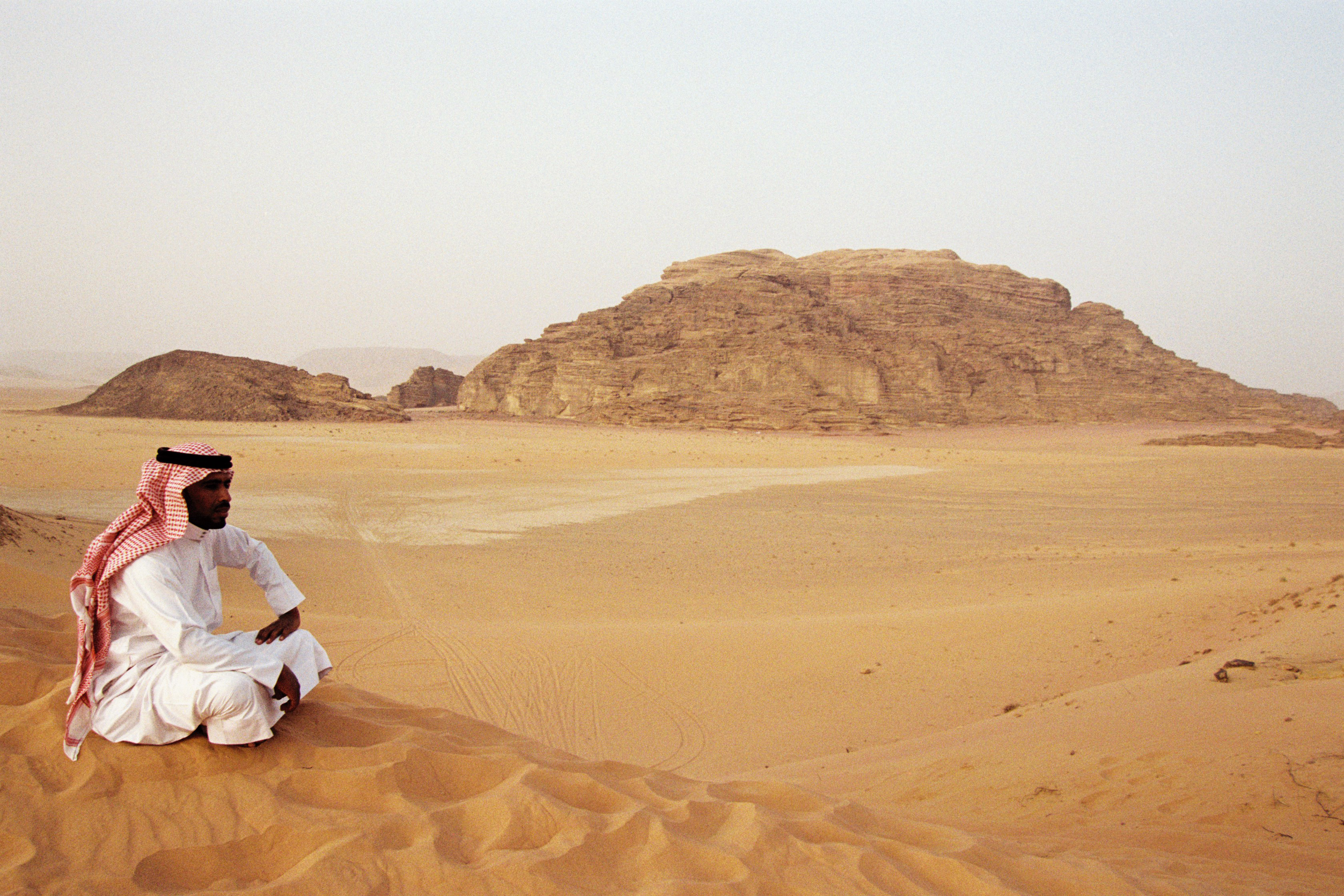
Area protetta di Wadi Rum, in Giordania

Anche il nord di un pendio dell'Alaska riceve meno di 250 mm di precipitazioni per anno, ma non è generalmente riconosciuto come deserto.
In alcune regioni la scarsità di acqua è caratterizzata dalla presenza in superficie di distese di sale che ricoprono interamente la superficie desertica; spesso queste regioni sono il risultato di fondali di antichi laghi o fondali marini, dove il vento può essere fattore rilevante nel plasmare il paesaggio.

## Desertificazione
La desertificazione è il processo di degradazione del suolo, causato da attività solitamente umane che lo portano a diventare un deserto. Questo processo, generalmente irreversibile, interessa tutti i continenti con delle variazioni di intensità.
Fattori predisponenti
- Ecosistemi delicati
- Litologia
- Idrologia
- Geomorfologia
- Scarsa copertura vegetale

Le cause umane principali sono:
- deforestazione
- agricoltura eccessiva
- urbanizzazione
- discariche e inquinamento
- incendi
- sfruttamento eccessivo di risorse
- uso scorretto di sostanze nocive
- cattive pratiche di salinizzazione dei suoli

Le cause naturali invece sono:
- variazioni di temperatura (es. l'artico)
- siccità prolungate
- erosione del terreno

I luoghi più a rischio sono: 
- la parte a nord-ovest dell'America
- le coste australiane
- i paesi africani a lato del deserto del Sahara
- la parte dell'Asia più occidentale

## Abitanti

### Umani
Esistono popolazioni nomadi come i Tuareg, che vivono nel deserto in tribù formate da poche persone, all'incirca 30 o 40 membri. Essi si dedicano soprattutto alla pastorizia e all'agricoltura, sviluppata nelle oasi (formatesi quando l'acqua sotterranea affiora solo in zone ristrette). Per proteggersi dagli intensi raggi del sole, i Tuareg devono coprirsi completamente lasciando liberi solo occhi e bocca. Usano indossare il caftano, una lunga veste coperta a sua volta da numerosi teli. Inoltre nel deserto sono presenti anche tribù di boscimani.

### Fauna

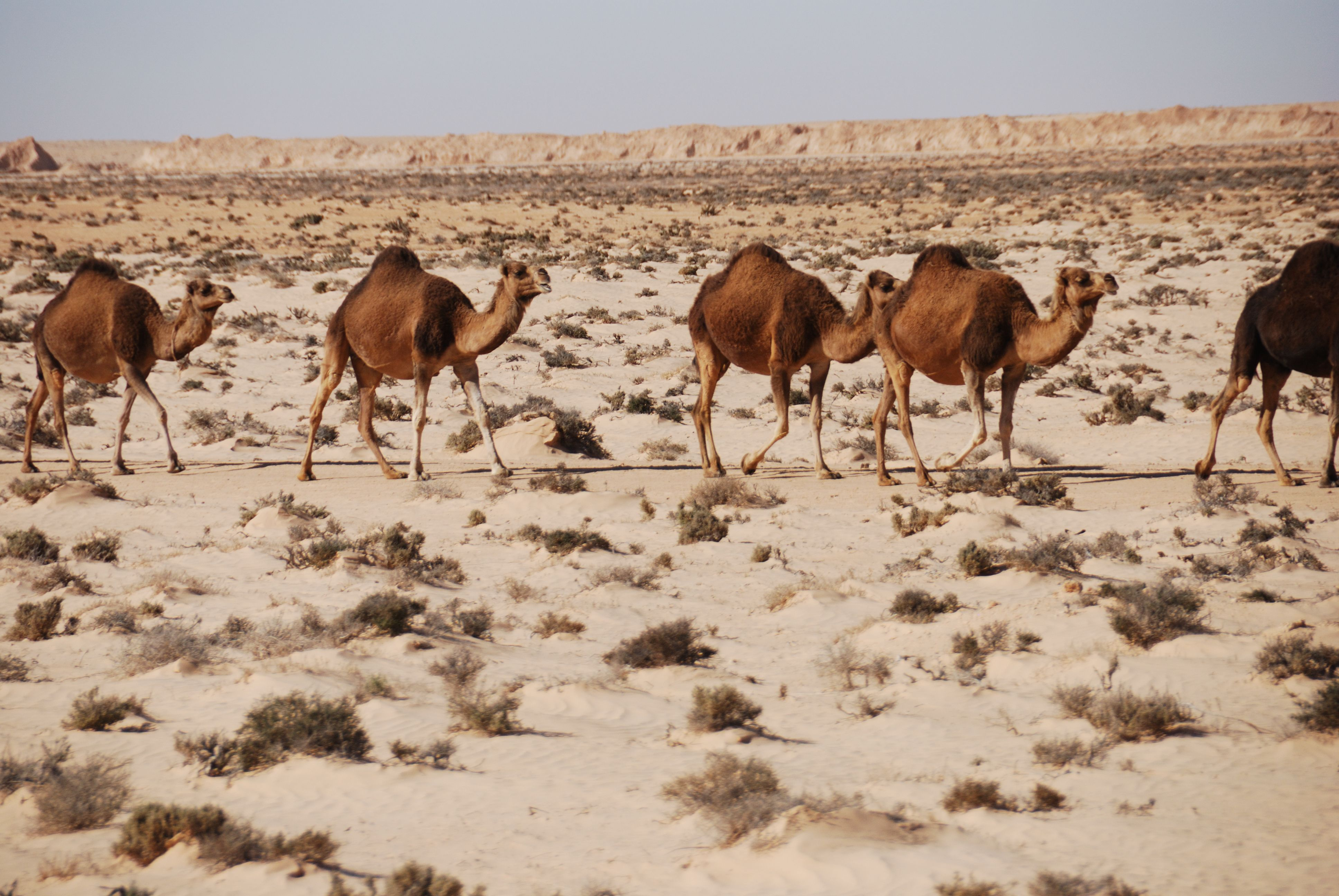
Carovana di dromedari nel Deserto Libico.

Animali tipici dei deserti sono il cammello (in Asia) ed il dromedario (in Nordafrica e nei deserti dell'Arabia), utilizzati dalle popolazioni locali come animali da soma e come cavalcatura. Hanno entrambi zampe piatte, adatte a camminare sulla sabbia, un mantello molto folto per proteggersi dai raggi solari ed una (il dromedario), o due (il cammello) caratteristiche gobbe formate da riserve di grasso, che, assieme a una notevole quantità di energia, producono come sottoprodotto della Beta ossidazione dei lipidi, circa 0,5 litri di acqua (acqua metabolica) per ogni kg di massa catabolizzata, preziosa per sopravvivere nelle difficili condizioni ambientali del deserto.
Tra gli animali desertici, vi sono i suricati che vivono in grandi colonie. Per sopravvivere alla scarsità di cibo si nutrono di una dieta varia e costruiscono profonde gallerie per raggiungere eventuali falde acquifere nel sottosuolo. Anche varie specie di uccelli abitano il deserto, così come molti rettili, tra cui serpenti e sauri. 
Altre specie presenti nei deserti sono il fennec (volpe del deserto), alcune gazzelle, il coyote, la vipera dal corno e la formica sahariana.

### Flora
Sono poche le piante che si sono adattate alla siccità del deserto e quelle che ancora vivono nei deserti sono per lo più dei semi che aspettano le precipitazioni per germogliare e finire il ciclo vitale prima della fine di queste ultime. Vi sono anche piante che hanno trasformato le loro foglie in spine per raccogliere più umidità possibile, come i cactus in America.

## Deserti nel mondo
|                                | Area (km²) | Localizzazione                                                                                     |
| Sahara - Libico-Nubiano        | 9.000.000  | Marocco, Sahara Occidentale, Algeria, Tunisia, Libia, Egitto, Mauritania, Mali, Niger, Ciad, Sudan |
| Sahara - Libico-Nubiano        | 1.770.000  | Libia-Egitto-Sudan                                                                                 |
| Outback                        | 1.520.000  | Australia                                                                                          |
| Gobi                           | 1.500.000  | Cina-Mongolia                                                                                      |
| Kalahari                       | 750.000    | Namibia-Botswana-Sudafrica-Zimbabwe                                                                |
| Rub' al-Khali                  | 700.000    | Arabia Saudita                                                                                     |
| Deserto patagonico             | 670.000    | Argentina                                                                                          |
| Deserto di Simpson o di Arunta | 584.000    | Australia                                                                                          |
| Gran Deserto Sabbioso          | 400.000    | Australia                                                                                          |
| Taklamakan                     | 400.000    | Cina                                                                                               |
| Deserto siriano                | 330.000    | Siria                                                                                              |
| Gran Deserto Victoria          | 320.000    | Australia                                                                                          |
| Deserto di Sonora              | 311.000    | USA-Messico                                                                                        |
| Arabico                        | 300.000    | Penisola araba                                                                                     |
| Karakum                        | 300.000    | Turkmenistan                                                                                       |
| Kizilkum                       | 300.000    | Uzbekistan-Kazakistan                                                                              |
| Deserto di Thar o Gran Deserto | 260.000    | India-Pakistan                                                                                     |
| Deserto di Gibson              | 220.000    | Australia                                                                                          |
| Deserto di Sechura             | 185.000    | Perù                                                                                               |
| Atacama                        | 132.000    | Cile                                                                                               |
| Deserto del Nafūd              | 72.000     | Arabia Saudita                                                                                     |
| Dasht-e Lut                    | 51.800     | Iran                                                                                               |
| Deserto del Namib              | 50.000     | Namibia-Angola                                                                                     |
| Deserto del Mojave             | 38.000     | USA                                                                                                |
| Deserto del Negev              | 17.300     | Israele                                                                                            |
| Deserto Dipinto                | 19.400     | USA                                                                                                |
| Los Médanos de Coro            | 912        | Venezuela                                                                                          |